# Ascorhynchus arenicola
Ascorhynchus arenicola là một loài nhện biển trong họ Ascorhynchidae. Loài này thuộc chi Ascorhynchus. Ascorhynchus arenicola được miêu tả khoa học năm 1881 bởi Dohrn.